# Савиньи-ле-Тампль
Савиньи-ле-Тампль (фр. Savigny-le-Temple) — коммуна на севере Франции в департаменте Сена и Марна, регион Иль-де-Франс. Административный центр кантона Савиньи-ле-Тампль, округ Мелён. На 2014 год население коммуны составляло 30 172 человек, Савиньи-ле-Тампль — 5-я коммуна по населению в департаменте. Мэр города — Мари-Лин Пишери.
Деревня впервые упоминается а 986 году как Sabiniacum potesta.

## Географическое положение
Коммуна находится на севере Франции в департаменте Сена и Марна в 30 км от Парижа. Савиньи-ле-Тампль входит в агломерацию Гран-Пари-Сюд и в «новый город» Сенар (город из 10 объединённых коммун). Через коммуну проходит автодорога A5.

## Население

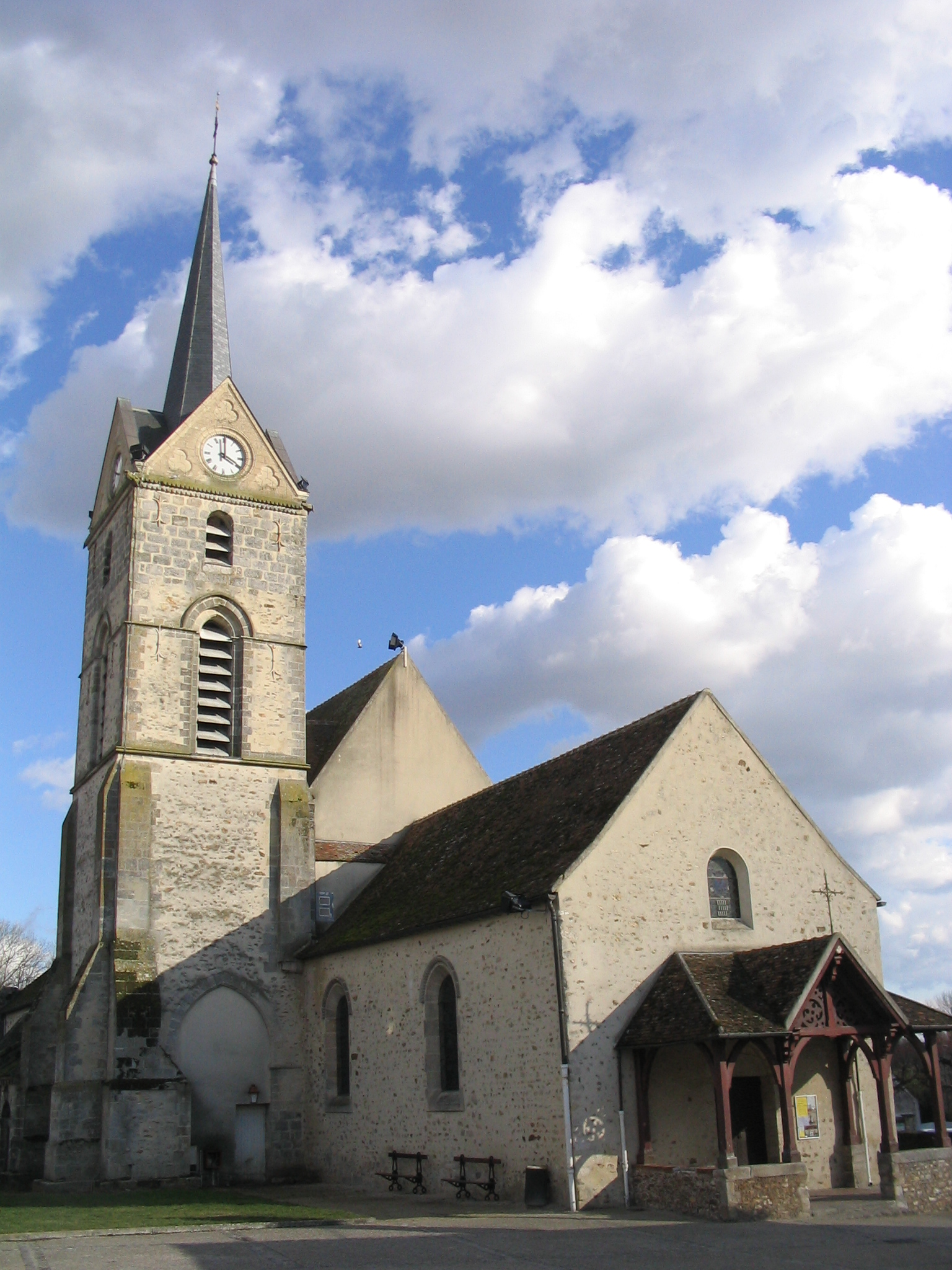
Церковь Сен-Жармен-д’Оксер

Согласно переписи 2013 года население Савиньи-ле-Тампль составляло 30 068 человек (48,8 % мужчин и 51,2 % женщин), в коммуне было 9981 домашнее хозяйство, 7724 семьи. Население коммуны по возрастному диапазону распределилось следующим образом: 27,8 % — жители младше 14 лет, 20,9 % — между 15 и 29 годами, 23,1 % — от 30 до 44 лет, 18,1 % — от 45 до 59 лет и 10,1 % — в возрасте 60 лет и старше.
Среди 9981 домашнего хозяйства 77,4 % составляли семьи: 18,2 % — пары с детьми, 45,8 % — пары без детей, 13,4 % составляли семьи с одним родителем. Среди жителей старше 15 лет 53,2 % состояли в браке, 46,8 % — не состояли.
Среди населения старше 15 лет (18 751 человек) 29,0 % населения не имели образования или имели только начальное образование или закончили только колледж, 22,4 % — получили аттестат об окончании лицея или закончили полное среднее образование или среднее специальное образование, 22,1 % — закончили сокращённое высшее образование и 26,5 % — получили полное высшее образование.
В 2013 году из 19 865 человек трудоспособного возраста (от 15 до 64 лет) 15 298 были экономически активными, 4567 — неактивными (показатель активности 77,0 %, в 2008 году — 75,4 %). Из 15 298 активных трудоспособных жителей работали 13 249 человек (6777 мужчин и 6472 женщины), 249 числились безработными (безработица — 10,3 %). Среди 4567 трудоспособных неактивных граждан 2225 были учениками либо студентами, 1033 — пенсионерами, а ещё 1311 — были неактивны в силу других причин. Распределение населения по сферам занятости в коммуне: 2,3 % — ремесленники, торговцы, руководители предприятий, 8,5 % — работники интеллектуальной сферы, 19,6 % — работники социальной сферы, 24,5 % — государственные служащие, 14,5 % — рабочие и 12,5 % — пенсионеры. В 2013 году средний доход на жителя в месяц составлял 2054 €, в год — 24 643 €.